# Obóz niemiecki dla Polaków (Polenlager) w Gorzyczkach
Polenlager 169 Klein Gorschütz (pełna nazwa: Reichskommissar für die Festigung Deutschen Volkstums – Volksdeutsche Mittelstelle – Einsatzführung Oberschlesien – Polenlager 169 Klein Gorschütz) – hitlerowski obóz przesiedleńczy znajdujący się we wsi Gorzyczki (Kolonia Fryderyka), jeden z 26 niemieckich obozów koncentracyjnych tzw. Polenlager na Górnym Śląsku założonych dla ludności polskiej przez Niemców. Stanowił największy z Polenlagrów.

## Historia obozu
Obóz został utworzony przez Niemców między 15 a 20 czerwca 1942 na obszarze i w zabudowaniach majątku dworskiego w Gorzycach (także w zabudowaniach osady górniczej Kolonia Fryderyka). Więziono w nim i zatrudniano przymusowo w rolnictwie osoby z obozów w Żywcu, Bielsku i Zawierciu. Miał charakter obozu dla osób, które nie wyraziły zgody na podpisanie volkslisty. W początkowej fazie w obozie przebywało około 350 ludzi (inne źródło podaje, że w lagrze przebywało 1500 Polaków, w tym setka dzieci). Według Komisji Ścigania Zbrodni przeciwko Narodowi Polskiemu przez lager przewinęło się 20.000 osób. W styczniu 1943 pozostało 180 osób - resztę deportowano do prac przymusowych w III Rzeszy. Niecałe 30% liczby więźniów stanowiły dzieci. Służbę wartowniczą w obozach w Gorzycach oraz Gorzyczkach pełniło jedenastu strażników. Jesienią 1943 osadzonych przewieziono do Polenlagru nr 92 w Kietrzu, jak również do obozu w Brzeziu. Zabudowania w Gorzycach przeznaczono Niemców wysiedlonych m.in. z Rumunii.

## Warunki
Warunki przetrzymywania więźniów w obozie były bardzo złe (jeden ze świadków pamięta, że m.in. umieszczono więźniów w piwnicy pozbawiając ich żywności, a inny podaje, że pracowano na roli od godziny 6 do 18 bez jakichkolwiek posiłków). Przeprowadzano selekcje. W 1945, wkrótce po oswobodzeniu uwięzionych, odkryto i ekshumowano ciała 268 ludzi. Na cmentarzu w Gorzycach znajduje się zbiorowa mogiła ze 117 ciałami.
Teren lagru otoczony był gęstymi zasiekami z drutu kolczastego. W jednym z dawnych budynków kopalnianych (łaźni), umieszczono więźniów, natomiast były budynek administracji kopalni przekształcono na komendę i administrację. W dużych salach bez okien i drzwi mieszkało od 30 do 100 ludzi.
Więźniowie, którzy nie otrzymywali paczek z zewnątrz doznawali opuchlizny głodowej. Polaków karano za najdrobniejsze przewinienia. Stwierdzono przypadek, że za wykrycie kurzu na futrynie salowy otrzymał chłostę, natomiast wszystkich mieszkańców jego sali pozbawiono jedzenia na 2-3 dni. Jedną z kar stosowanych w trakcie apelu było leżenie godzinami na śniegu, co prowadziło do śmiertelnych chorób.
Po przybyciu osób do obozu odbywała się ich selekcja. Do lagru przyjeżdżała cyklicznie komisja, która przeprowadzała "badania rasowe". Więźniowie musieli stawać nago przed komisją w obecności innych więźniów bez względu na swoją płeć, czy wiek. Dokonywano różnych pomiarów twarzy i innych partii ciała. Osobom, które spełniały niemieckie kryteria proponowano podpisywanie volkslisty, jednocześnie grożąc wysłaniem do KL Auschwitz w przypadku odmowy. Polaków bito bykowcami i często kopano, przede wszystkim w trakcie apeli. Szczególnym okrucieństwem wyróżniał się komendant Oskar Berberich. Świadek zeznał, że był przypadek, iż ustawił on kobietę między drzwi wahadłowe i ją uderzył lub, że ustanowił karę zbiorową dla wszystkich mężczyzn zmuszając ich do długotrwałego przesiadywania na śniegu podczas mrozu. Znane są częste przypadki bicia więźnia, który był starszym lagru.

## Upamiętnienie
Na terenie byłego obozu, w budynku garaży przy ul. Leśnej znajduje się tablica pamiątkowa z napisem „Polenlager 169”. Pomnik ofiar obozu znajduje się na starym cmentarzu w Gorzycach, na mogile ofiar.

## Komendanci
Komendanci kolejno: 
- Walter Bisach[4] (Berberich?[1]),
- Gaertner[4].

## Odpowiedzialność sprawców
Wyróżniający się szczególnym okrucieństwem SS-Untersturmfuhrer Oskar Berberich nigdy nie poniósł odpowiedzialności za dokonane zbrodnie. Świadkowie w większości przypadków nie znali tożsamości sprawców oraz ich ofiar, co utrudniło dochodzenie prawdy i ściganie niemieckich zbrodniarzy. W znajdującej się w Głównej Komisji Ścigania Zbrodni przeciwko Narodowi Polskiemu kartotece niemieckich zbrodniarzy wojennych zgromadzono dane trzech funkcjonariuszy o nazwisku Oskar Berberich. W związku z brakiem możliwości ustalenia tożsamości sprawców postępowanie w tym zakresie umorzono wobec ich niewykrycia.